# Ixora muelleri
Ixora muelleri är en måreväxtart som beskrevs av Cornelis Eliza Bertus Bremekamp. Ixora muelleri ingår i släktet Ixora och familjen måreväxter. Inga underarter finns listade i Catalogue of Life.